# 62 (liczba)
62 (sześćdziesiąt dwa) – liczba naturalna następująca po 61 i poprzedzająca 63.

## 62 w nauce
- liczba atomowa samaru
- obiekt na niebie Messier 62
- galaktyka NGC 62
- planetoida (62) Erato

## 62 w kalendarzu
62. dniem w roku jest 3 marca (w latach przestępnych jest to 2 marca). Zobacz też co wydarzyło się w roku 62.